# Trapiche Eliezer Levy
O Trapiche Eliezer Levy ou Píer Rio Amazonas é um ponto turístico de Macapá inaugurado na década de 1940. Começou a ser construído em 1936 pelo prefeito Eliezer Levy, contudo a inauguração aconteceu somente em 1945, quando o prefeito estava no seu segundo mandato.
Sua construção veio para substituir a Pedra do Guindaste, o local servia de atracadouro para maioria das embarcações que chegavam a Macapá. Anos depois foi substituído por outros portos.
Passou por muitas reformas, até ser totalmente reconstruído em concreto armado, constituindo um padrão estrutural permanente, o que contribuiu para melhoria urbanística da cidade e para a preservação da história dos amapaenses. Com seus 386 metros de extensão, conta com um bondinho elétrico para transporte de turistas, sorveteria, área coberta, estação de embarque e desembarque de passageiros, restaurante e uma pequena praça.

## História

### Outrora ao surgimento do Trapiche

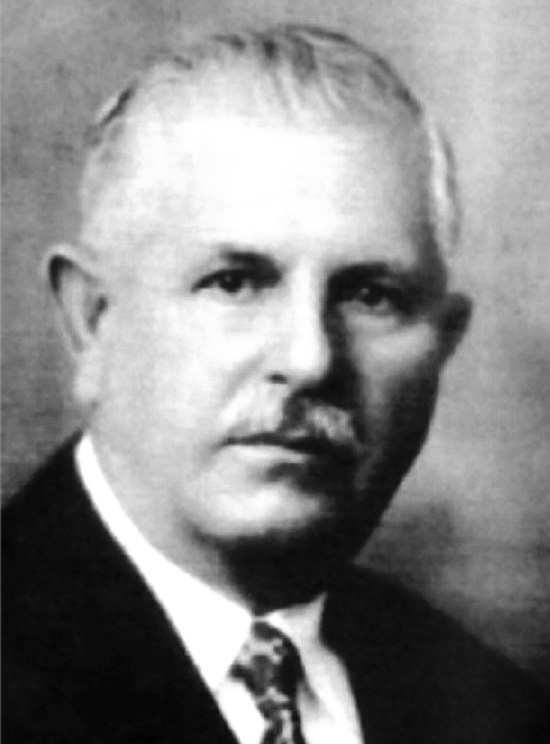
Prefeito Eliezer Levy em 1931.

Anteriormente à construção do trapiche, a Pedra do Guindaste servia de porto para pequenas embarcações. Em setembro de 1931 com a chegada do Dr. Otávio Meira, que foi designado para vistoriar todos os cartórios, juizados e prefeituras, percebeu-se que somente embarcações menores podiam chegar até os igarapés, enquanto embarcações grandes aguardavam a maré abaixar. Devido aos termos do seu relatório ao Interventor Federal do Pará, que Magalhães Barata liberou verbas para a construção do primeiro trapiche de Macapá em 1932.

### Construção

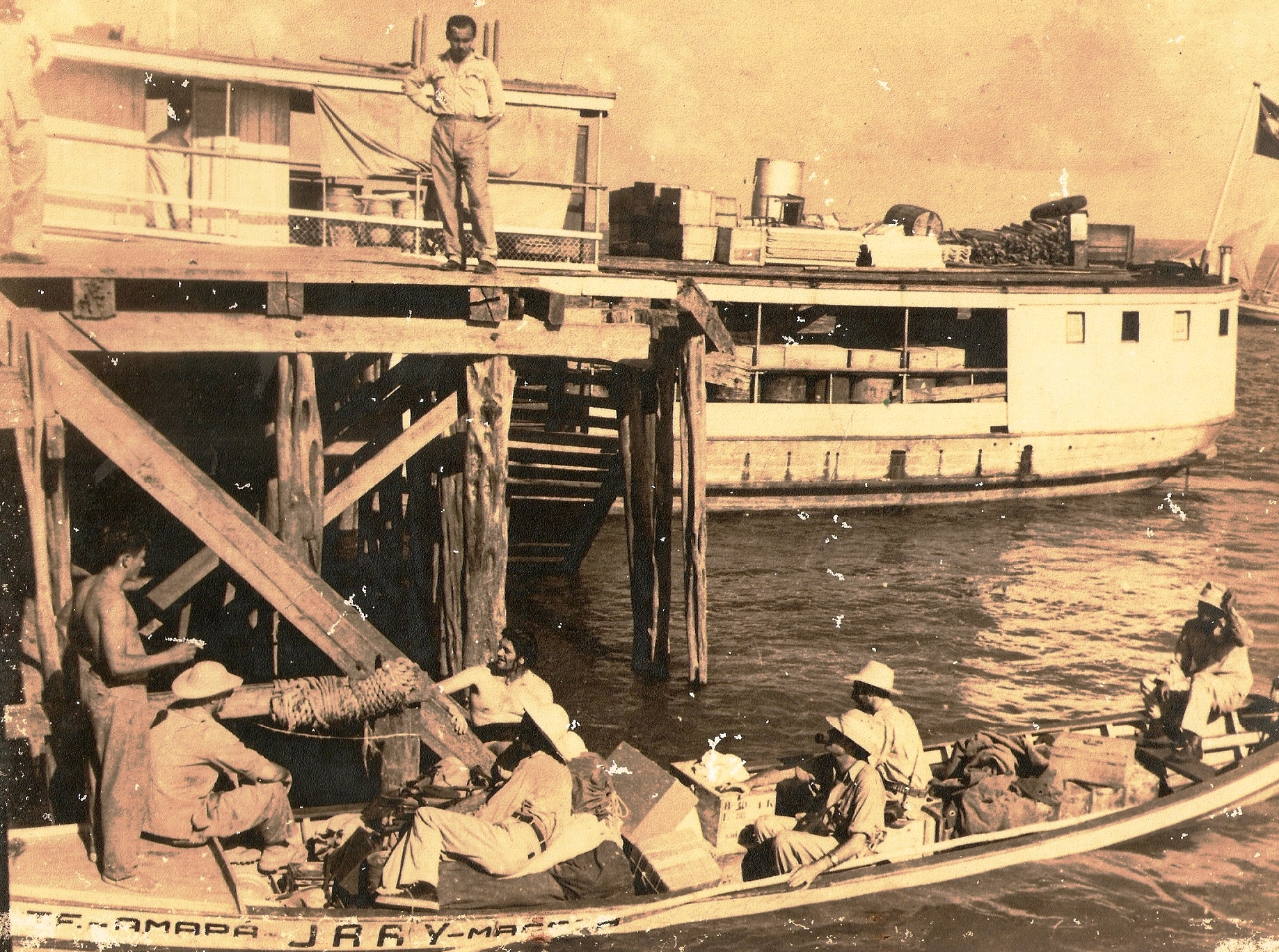
Trapiche em 1950.

O projeto de construção, inicialmente foi submetido à Marinha Brasileira, que  inviabilizou  a  obra,  prevendo não  haver  segurança  nem  condições  de atracação das embarcações pelo fato do local ser raso, pela bravura avassaladora das águas e o assoreamento do Rio Amazonas, que impediria a atracação de barcos, durante a maré baixa.
Ignorando esse argumento da Marinha, o prefeito Eliezer Levy determinou que a obra fosse construída, segundo orientação do interventor do Pará Magalhães Barata. Na época, Macapá ainda era um município do Estado Paraense.

### Como atração turística
Primeiramente usado como porto de entrada e saída de Macapá, o local perdeu a importância econômica com o tempo, mas passou a atrair turistas por permitir acesso ao Rio Amazonas. Em homenagem ao prefeito, o trapiche passa a ser chamado “Trapiche Eliezer Levy”, possuindo originalmente 472 metros de comprimento. Em 1999, no governo do João Capiberibe, ganhou uma nova estrutura de concreto, voltada ao turismo. Atualmente o Trapiche Eliezer Levy mede 360 metros de comprimento e tem em média 20 mil visitas por mês entre turistas e moradores locais. Ao fim funciona um restaurante, que incluí em seu cardápio pratos regionais.
Foi adicionado também um bondinho elétrico, que conduz os visitantes e turistas em uma pequena rota do início ao fim do trapiche. Em suma, o Trapiche Eliezer Levy conta com um restaurante, uma área coberta, uma sorveteria, uma pequena praça, assim como simples estações de embarque e desembarque de passageiros. A partir desse momento, as embarcações passaram a aportar antes no "Igarapé das Mulheres" e no "Trapiche do Santa Inês", atualmente também nas Pedrinhas e no Canal do Jandiá.

## Restauro

### Estado de abandono e a vistoria da Assembleia Legislativa (2015)

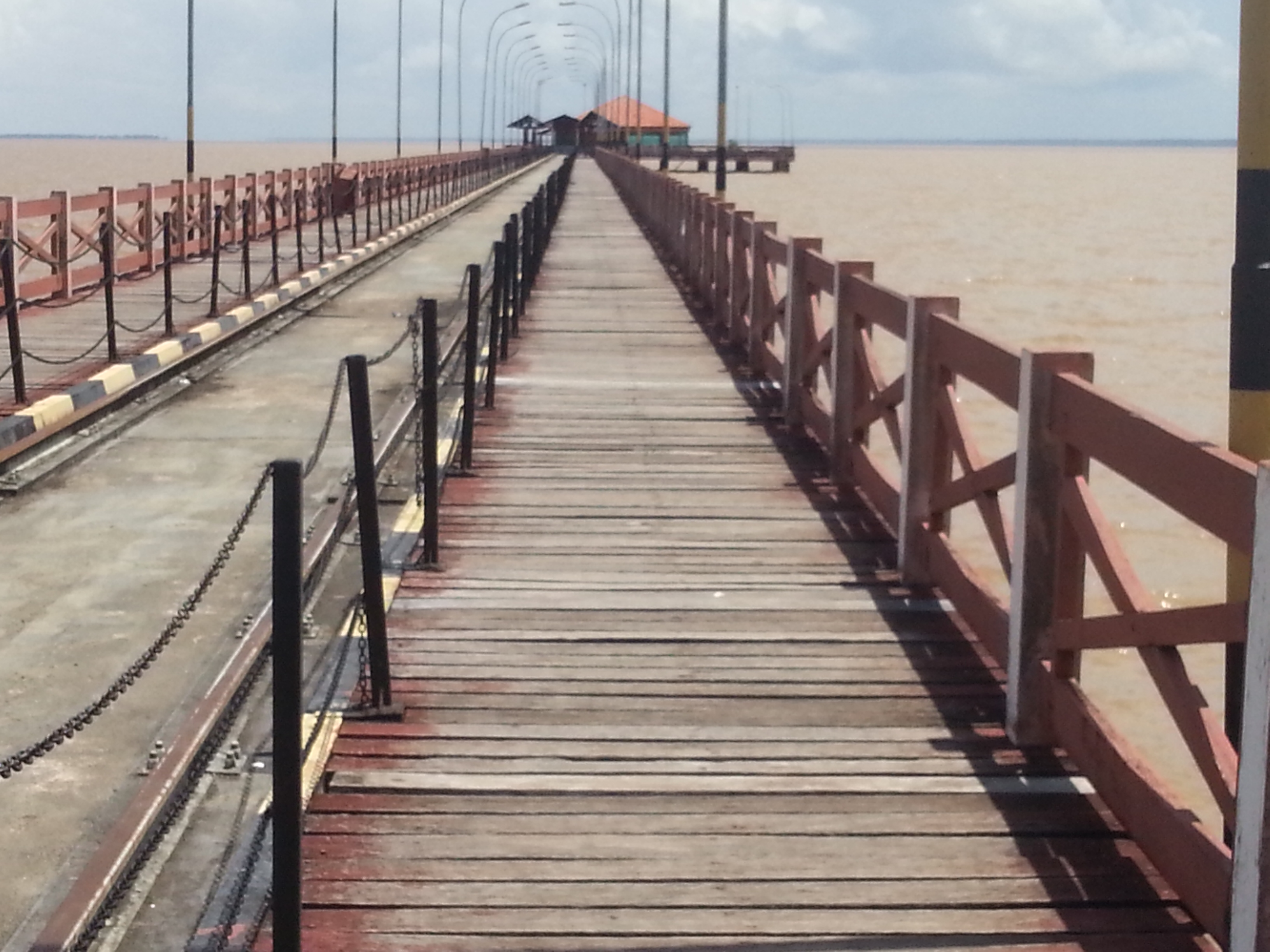
Passarela do trapiche.

Em 2015, o trapiche encontrava-se abandonado, até que em abril do mesmo ano, em função das denúncias recebidas na Assembleia Legislativa, a Comissão de Turismo fez uma vistoria no ponto turístico para avaliar o prejuízo. Sem haver iluminação e com a estrutura de ferro e madeira comprometida, o trapiche já não atraía mais visitantes.
A visita dirigida também contou com a presença do “Núcleo de Engenharia Civil” da Secretaria de Estado de Infraestrutura (Seinf), que tinha se comprometido em finalizar os laudos técnicos para que a revitalização fosse iniciada.

### Reforma (2017 - atualmente)
Foi dividido em um conjunto de três etapas de reforma e revitalização, iniciadas desde agosto de 2017.
- Primeira etapa:

A primeira etapa da reabertura do Trapiche Eliezer Levy foi feita no dia 19 de janeiro de 2018.

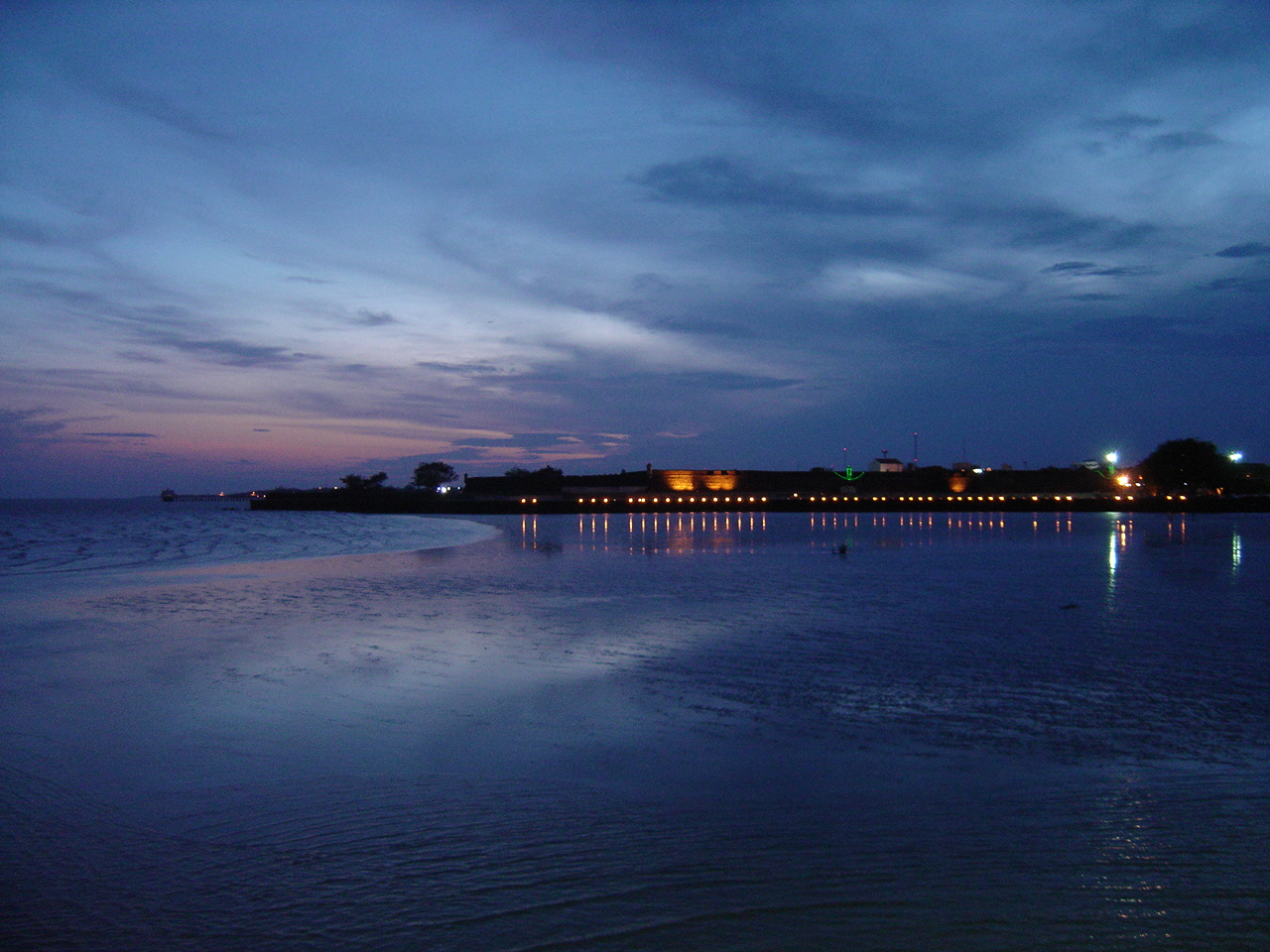
Vista o trapiche num final da tarde.

A empresa M & C Ltda. Me, que venceu a chamada pública realizada pelo Governo do Amapá para gerir o local, entregou a primeira etapa com a reabertura da sorveteria, descrito como café coworking. O Bondinho (que deverá funcionar na segunda etapa) foi revitalizado com grafismo das artes Maracá e Cunani – civilizações que viveram há milhares de anos na região em que hoje é o Estado do Amapá.
- Segunda etapa:

A segunda etapa é a recuperação do restaurante – na outra extremidade do trapiche – só que num conceito de espaço gourmet, onde serão comercializados alimentos e lanches, mas também aliado a um espaço coworking, que consiste em bancadas e acesso à internet, para acessos pagos pela rede wifi.
Ainda não há data prevista para entrega dessa etapa. Ela depende de alguns fatores burocráticos para a reforma do antigo restaurante.
- Terceira etapa:

A terceira etapa consiste na parceria público-privada, em tornar o ponto turístico uma referência para navios cruzeiros internacionais.

## Ver Também
- Turismo em Macapá
- História do Amapá
- Pedra do Guindaste de Macapá
- Porto de Santana
- Rio Amazonas